# Institutul de Ecologie și Geografie
Institutul de Ecologie și Geografie (acronim IEG) este o instituție științifică publică (subdiviziune din cadrul Universității de Stat din Moldova), ce se ocupă cu cercetări științifice fundamentale și aplicative în cadrul ecologiei și geografiei, precum și cu prestarea unor servicii în aceste domenii.

## Istorie
Istoria Institutului de Ecologie și Geografie (IEG) începe în 1946, odată cu înființarea Secției de Economie și Geografie în cadrul Bazei de cercetări științifice a Filialei Moldovenești a Academiei de Științe a URSS. Aceasta a fost prima structură organizată dedicată studiilor geografice în Republica Moldova, având ca scop cercetarea resurselor naturale și dezvoltarea economică a regiunii.
În 1950, secția a fost reorganizată sub denumirea de Sector de Geografie și Cartografie, integrat în Sectorul de Economie, care ulterior a devenit Institutul de Economie. Activitatea acestei structuri a contribuit la crearea unei baze științifice pentru analiza geografică și cartografică a teritoriului.
Un moment crucial a avut loc în 1965, când a fost creată Secția de Geografie ca organizație științifică de sine stătătoare în cadrul Academiei de Științe a RSS Moldovenești. Acest pas a permis extinderea cercetărilor geografice și abordarea integrată a problemelor de mediu și resurse naturale. Până în 1979, secția a funcționat în cadrul Secției de Științe Fizico-Tehnice și Matematice, fiind ulterior transferată la Secția de Științe Biologice și Chimice.
În 1992, Secția de Geografie a fost reorganizată în Institutul de Geografie al Academiei de Științe a Moldovei, marcând o etapă importantă în dezvoltarea cercetării geografice. Institutul era organizat în cinci laboratoare specializate în geomorfologie, geografia solurilor, landșaftologie, geoecologie și climatologie, incluzând un grup de geoinformatică care a pionierat utilizarea Sistemelor Informaționale Geografice (GIS) în țară.
În 2005, prin unificarea Institutului Național de Ecologie (fondat în 1990 și condus de Ion Dediu și Adam Begu) și a Institutului de Geografie, a fost creat Institutul de Ecologie și Geografie. Această consolidare a permis integrarea cercetărilor ecologice și geografice, având ca scop principal protecția mediului, utilizarea rațională a resurselor naturale și sprijinirea dezvoltării durabile a Republicii Moldova.

## Directori

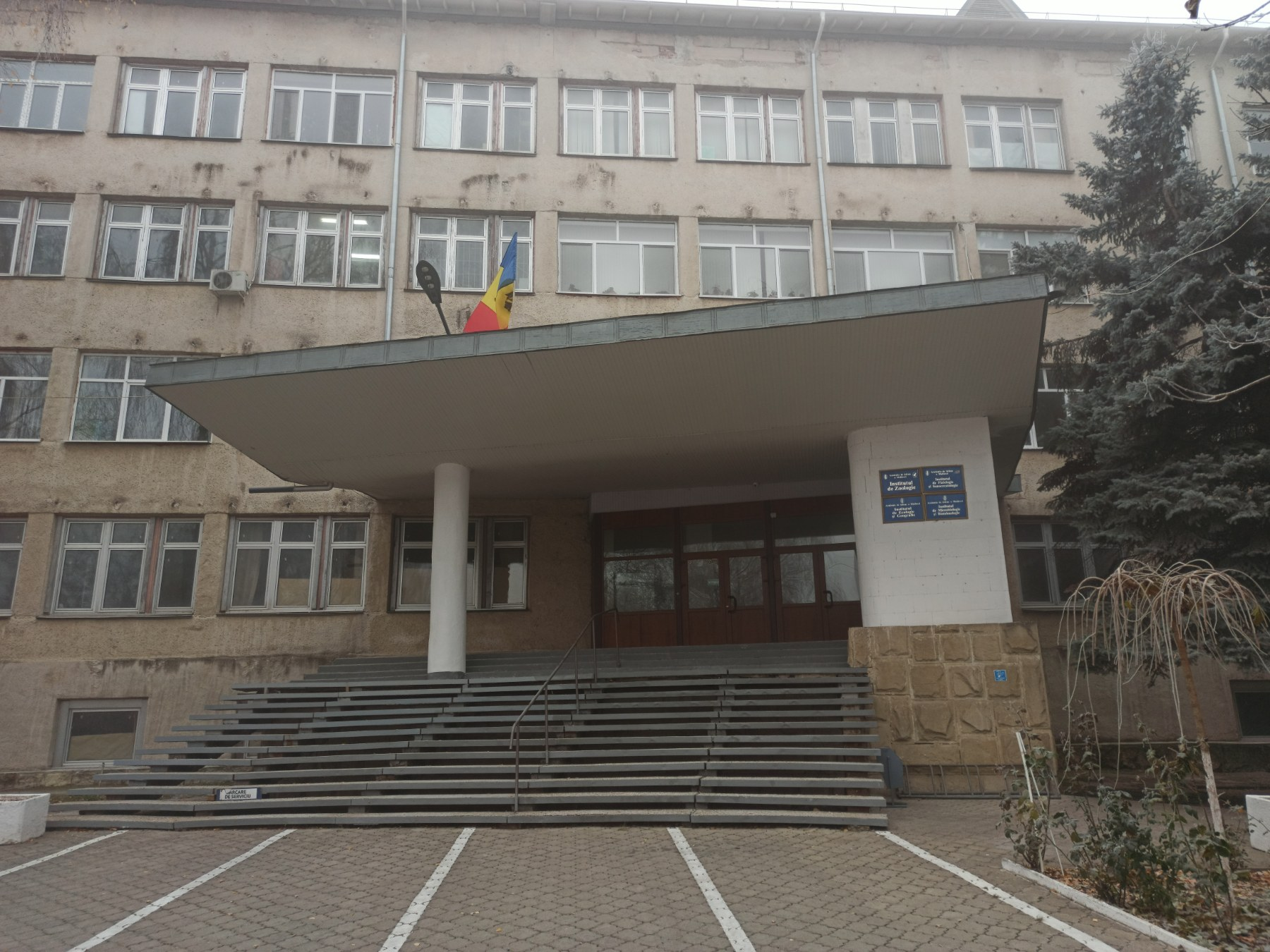
Sediul Institutului de Ecologie și Geografie

- Macarie Radul (1965–1971) – Membru corespondent al Academiei de Științe.
- Vasile Proca (1971–1982) – Doctor în științe geografice.
- Alexandru Levadniuc (1982–1986) – Doctor habilitat în științe geografice.
- Oleg Adamenco (1986–1988) – Doctor habilitat în științe geografice.
- Tatiana Constantinov (1988 – 2010) – Doctor habilitat în geografie (1992), profesor universitar (2001). Membru corespondent (1995) și membru titular (2000) al Academiei de Științe a Moldovei, figură de referință în cercetările geografice. Deține titlul de „Om Emerit”, a fost decorată cu ordinul „Gloria Muncii” și cu Medalia A.Ș.M. „D. Cantemir”.
- Tudor Cozari (2011) - Doctor habilitat în biologie (2013), profesor universitar (2008), Membru corespondent al Academiei de Științe a Moldovei (2023).
- Petru Cuza (2012 - 2016) - Doctor habilitat în biologie (2010), profesor universitar (2020).
- Maria Nedealcov (2016 - 2021) - Doctor habilitat în geografie (2011), profesor universitar (2015), Membru corespondent al Academiei de Științe a Moldovei (2017).
- Vasile Stegărescu (2021 - 2022) - Doctor în biologie (1999), conferențiar cercetător (2001).
- Iurie Bejan (2022 - 2024) - Doctor în geografie (2009), conferențiar universitar (2015).
- Petru Bunduc (2024 - prezent) - Doctor în geografie (2015).

## Laboratoare și direcții de cercetare

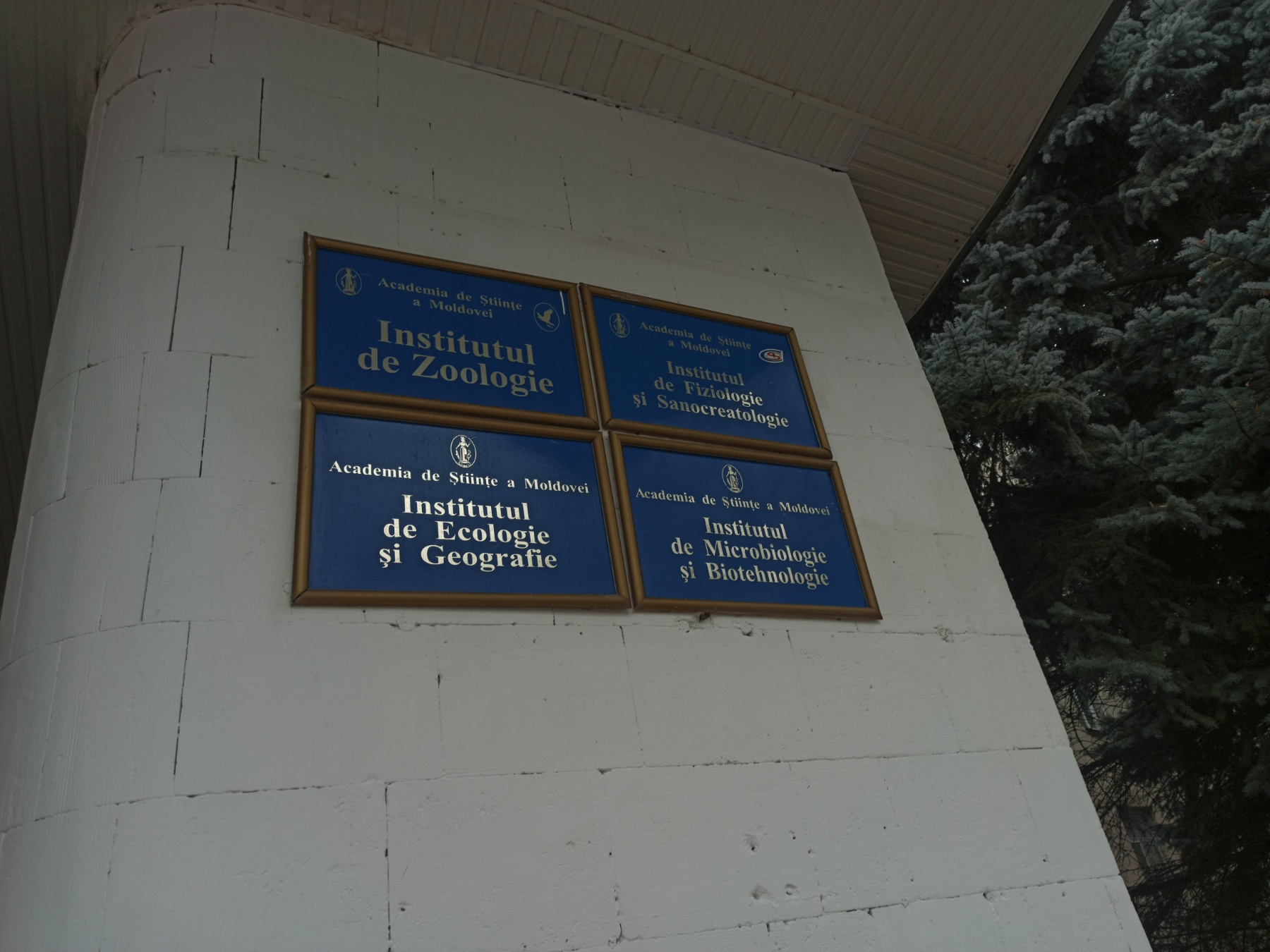
Intrarea în blocul Institutului de Ecologie și Geografie

Institutul de Ecologie și Geografie desfășoară o activitate științifică diversificată, organizată în mai multe laboratoare specializate: 
Laboratorul de Geografie se axează pe cercetarea transformărilor peisajului, evaluarea riscurilor climatice și analiza impactului schimbărilor climatice asupra ecosistemelor. Activitățile principale includ realizarea hărților tematice, utilizarea tehnologiilor GIS pentru analiza spațială și elaborarea metodologiilor de evaluare a vulnerabilității geomorfologice și climatice.
Laboratorul Ecosisteme Naturale și Antropizate este specializat în monitorizarea impactului activităților umane asupra mediului, studierea biodiversității și propunerea de măsuri pentru conservarea ecosistemelor naturale. Activitatea sa cuprinde analiza poluării aerului, apei și solului, precum și dezvoltarea tehnologiilor ecologice.
Laboratorul de Ecourbanistică se concentrează pe studierea mediului urban, abordând teme precum analiza toxicității solului, evaluarea riscurilor ecologice și dezvoltarea unor concepte sustenabile pentru planificare urbană.
Laboratorul de Impact Ecologic și Reglementări de Mediu are ca obiectiv principal evaluarea impactului antropic asupra componentelor de mediu și sprijinirea implementării reglementărilor ecologice. Activitatea include elaborarea de soluții pentru reducerea poluării și alinierea la standardele europene.

## Rezultate științifice
Institutul de Ecologie și Geografie (IEG) demonstrează un angajament constant în promovarea cercetării științifice, participând activ la evenimente naționale și internaționale, conferințe și simpozioane. Rezultatele acestor activități sunt valorificate printr-un număr semnificativ de publicații științifice, care contribuie la înțelegerea și protecția mediului în Republica Moldova. 
Cercetările au contribuit la crearea de baze de date privind biodiversitatea, analize detaliate ale poluării aerului, apei și solului, precum și dezvoltarea soluțiilor pentru reducerea impactului antropic asupra mediului. Studiile asupra mediului urban au produs hărți de vulnerabilitate și concepte de planificare urbană durabilă. Au fost elaborate ghiduri pentru reducerea poluării industriale și implementarea reglementărilor ecologice, inclusiv prin proiecte internaționale pentru diminuarea emisiilor de carbon. 
Totuși, printre cele mai importante lucrări se numără o serie de atlase: „Atlas. Factorii abiotici de mediu și securitatea ecologică” (2023), care analizează factorii abiotici ce influențează stabilitatea ecologică, „Atlas. Schimbările climatice și starea actuală a peisajelor” (2021), „Atlas. Resursele climatice ale Republicii Moldova” (2013). „Programul de Măsuri pentru asigurarea dezvoltării durabile a ecosistemelor urbane și rurale” (2023), dedicată regiunii Bălți, „Aprecierea complexă a ecosistemelor urbane și rurale din RD Nord” (2023) explorează starea ecosistemelor din nordul țării, iar „Planul de management al site-ului Emerald ‘Pohrebeni’” (2023) propune măsuri pentru conservarea biodiversității în această zonă protejată. Alte lucrări importante includ „Expertizarea ecologică și evaluarea impactului activităților economice asupra mediului” (2022) și „Evaluarea utilizării și gestionării resurselor de apă ale Republicii Moldova” (2022), care abordează gestionarea resurselor naturale esențiale pentru dezvoltarea sustenabilă a țării. 
IEG a implementat pentru dată (în anul 1991) în Republica Moldova Sistemele Informaționale Geografice (GIS), fiind un pionier în utilizarea acestor tehnologii moderne, care ajută la crearea hărților și atlaselor, susținând managementul durabil al resurselor și protecția mediului. Instituția se concentrează pe studii privind schimbările și riscurile climatice, stabilitatea ecologică a peisajelor, procese pedologice, ecourbanistică, precum și analiza impactului activităților umane asupra ecosistemelor. Aceste cercetări contribuie la identificarea unor soluții inovative pentru protecția mediului înconjurător și promovarea dezvoltării durabile în Republica Moldova. 